# Wunder Jesu in der Bahai-Religion
Die Wunder Jesu in der Bahai-Religion werden wie die Wunder von den Offenbarern geistig gedeutet. So werden die Auferweckungstaten Jesu als die Auferweckung aus dem geistigen Tod – und nicht aus dem körperlichen Tod – interpretiert.
Zwar haben die Offenbarer kraft ihrer „Souveränität“ die Macht, Wunder zu bewirken, sie tun dies jedoch nicht, da außernatürliche Wunder weder dazu geeignet sind, den Anspruch der Offenbarer zu legitimieren noch die Menschen geistig zu erziehen. Überdies sind solche Wunder nur für diejenigen überprüfbar, die unmittelbar Zeugen des Wunders sind.
Die Bahai-Religion greift die geistige Interpretation der Wunder, die es an sich in der christlichen Literatur schon gibt auf, führt diesen Weg fort und gibt in ihren heiligen Texten eine durchgängige Interpretation der Symbolik in den Wundern Jesu und der anderen Offenbarer (z. B. Jona, Mose, Mohammed) an, die sich auch mit den Erkenntnissen der modernen Wissenschaften verträgt.

## Interpretationsansatz
Als Manifestationen Gottes sind alle Offenbarer, also auch Jesus Christus, „Vertreter Gottes“, „Träger Seiner Namen und die Verkörperungen Seiner Attribute“ (KI 110). Sie alle sind „mit allen Attributen Gottes wie Souveränität, Herrschaft und dergleichen ausgestattet“ (KI 110). Dieses Attribut der Offenbarer, das in Baha'ullahs Buch der Gewissheit „unbesiegbare Souveränität“ (KI 103) bzw. im Evangelium „Vollmacht“ (Joh 5:19 ff., Mt 7:29) genannt wird, ist keine „Majestät irdischer Herrschaft“, sondern „geistige Überlegenheit über alles im Himmel und auf Erden“ (KI 114).
Da es sich also um „geistige Souveränität“ (KI 132) handelt (vgl. Joh 18, 36: „Mein Reich ist nicht von dieser Welt“), sind nach Auffassung der Bahai die in den heiligen Schriften berichteten Wunder der Offenbarer geistiger Natur und daher allegorisch zu deuten: „Folglich besagen jene Stellen der heiligen Bücher, die von einem Blinden berichten, der sehend wurde, dass er innerlich blind war und dass er geistige Sicht erlangte, oder dass er unwissend war und weise wurde, oder dass er gleichgültig war und wach wurde, oder dass er weltlich war und fromm wurde.“ (BF 22).
Analog deuten Bahai die Berichte von Totenerweckungen durch Jesus (s. o. unter Wundertypen im NT) als „geistige Wiedergeburt“ bzw. geistige Wandlung. Menschen, die reinen Herzens sind und sich auf den Offenbarer einlassen, werden „von neuem geboren“ (Joh 3:7). Sie sind bereit, „um Seiner heiligen Sache willen ihre Sippe, ihr Vermögen, ihr Leben, ihren alten Glauben, ja alles aufzugeben außer Gott“, während sie zuvor irdischen Dingen nachgegangen sind (KI 163) und im Sinne des „lass’ die Toten ihren Toten begraben“ (Mt 8:22) zu den „geistig Toten“ gezählt haben: „Wenn daher in den heiligen Büchern die Auferweckung von Toten erwähnt wird, so bedeutet dies, dass sie ewiges Leben fanden; wenn ein Blinder sehend wurde, so ist jenes Sehen gemeint, das wirkliche, innere Einsicht bedeutet; wenn ein Tauber hörend wurde, so besagt dies, dass er geistiges und himmlisches Hören erlangte.“ (BF 22)

## Systematisch-Theologische Behandlung der Wunder Jesu
Die beiden wichtigsten Apologeten des Bahai-Glaubens in der muslimischen und christlichen Welt, Mirza Abu’l-Fadl und George Townshend, behandeln die Wunder Jesu in ihren Arbeiten und begründen die Notwendigkeit, diese Wunder geistig zu verstehen.
Mirza Abu’l-Faḍl widmet in seinen beiden Werken Kitábu’l-Fará’id und Faṣlu’l-Khṭiáb jeweils ein Kapitel der Auslegung der Wunder Jesu. In der Einleitung stellt Abu’l-Faḍl klar, dass Gott und Seine Manifestationen kraft ihrer Allmacht grundsätzlich die Fähigkeit haben, (auch materielle) Zeichen und Wunder zu vollbringen. Sie hätten jedoch Wunder nicht als das Kriterium festgesetzt, um ihren Anspruch zu legitimieren bzw. die Menschen zu gewinnen, zu überzeugen und zum Glauben zu führen. Das größte Wunder, das sie vollbringen, sind ihre Worte und Taten, die sich im Laufe der Zeit durchsetzen und die Menschen anleiten, ein geistiges Leben zu führen, und die die menschliche Gesellschaft und Kultur voranbringen.
Daher hat u. a. Jesus es abgelehnt, Zeichen und Wunder zu vollbringen, um seinen Anspruch zu beweisen, als die Pharisäer und Schriftgelehrten ihn darum baten (Mt 12: 38). Stattdessen kündigte er an, dass er nur das „Zeichen des Propheten Jona“ geben würde, der drei Tage und Nächte im Bauch des Fisches war (Jona 2:1). Abu’l-Faḍl stellt weiter fest, dass es im Laufe der Religionsgeschichte nie die frühen Gläubigen (z. B. die Jünger Christi) waren, die ein Wunder verlangt haben, sondern immer die Gegner der Offenbarer. Daher bezeichnet Jesus jene, die ihn um ein Wunder angehen, als eine „böse und treulose Generation“. Außerdem hätten materielle Wunder nie dazu geführt, dass die Menschen an die Offenbarer glauben, vielmehr würden sie die Menschen in Angst und Starre versetzen, statt sie zum Glauben zu führen. Sie sind also im Hinblick auf das Ziel jeder Religion, die Menschen zum Heil zu führen, kontraproduktiv.

### Zeichen des Jona – Bedeutung der Auferstehung
Das von Christus angekündigte Zeichen Jonas wird in der christlichen Exegese auf die Kreuzigung und die Auferstehung nach drei Tagen bezogen, doch hätten weder die Juden noch die frühen Gläubigen – nach historisch verbürgten Quellen – die Auferstehung beobachtet. Eine wörtliche Auslegung dieses Wunders würde also den Anspruch Christi ad absurdum führen, so dass dieses Wunder allegorisch bzw. geistig gedeutet werden muss Abdul-Baha' interpretiert die Geschichte Jonas wie folgt: Jona ist als Manifestation Gottes aus dem Himmel göttlicher Offenbarung im Reiche der Schöpfung inmitten eines Volkes erschienen, das sich irdischen Dingen und Leidenschaften hingegeben hat. Der Fisch steht für die Welt tierischer und niederer Leidenschaften und Unglauben, wovon Jona umgeben war. In dieser Situation – im Bauch des Fisches – war Jona Gottes eingedenk und bat um Rettung. Gott hat ihn errettet, indem er das Volk zum Glauben führte. Analog interpretiert Abu’l-Faḍl das Zeichen Jonas bei Christus. Auch er erschien inmitten eines Volkes, das ihn anfeindete und tötete. Nach dem Kreuzestod war die kleine Schar seiner Anhänger verzweifelt und hatte zeitweise den Glauben verloren. Die Gegner Christi wähnten, sie hätten den christlichen Glauben vernichtet. Als aber die Jünger und Apostel, ihren Glauben wiederfanden und sich entschlossen, ihn  zu verbreiten, setzte sich das Wort Christi durch und viele Völker wurden zum Glauben geführt. Die Zeit zwischen dem Kreuzestod und dem Ergreifen der Initiative durch die Jünger entspricht dem Verschlungen werden Jonas durch den Fisch bzw. der Himmelfahrt. Die Rettung aus dem Bauch des Fisches entspricht der Führung der Menschen zum Christentum, der Entstehung des christlichen Glaubens und der Erscheinung der Macht und Souveränität Christi und damit der Auferstehung Christi.

### Wunder des Brotes – Geschenkwunder
Als weiteres Beispiel führt Mirza Abu’l-Faḍl Rede über das Himmelsbrot an (John 6:31 ff.). Die Menschen bitten Jesus, ihnen wie zu Zeiten Mose Brot vom Himmel herabregnen zu lassen (Ex. 16:4). Jesus weigert sich, dies zu tun, und bezeichnet sich als das Brot des Lebens: „Wer zu mir kommt, wird nie mehr hungern … Ihr habt mich gesehen und doch glaub ihr nicht“ (Joh 6:35). Daraus, dass Christus trotz seiner Souveränität und Macht, auch materielle Wunder zu bewirken, dem Wunsch der Juden nicht entsprach, zieht Abu’l-Fadl den Schluss, dass materielle Wunder nicht als Beleg für den Anspruch der Offenbarer anzusehen sind. ʿAbdul-Baha' interpretiert das himmlische Brot als die Liebe zu Gott, die den Geist des Menschen belebt. Sie ist die Nahrung für des Menschen Herzen und wirkt ewig – im Gegensatz zu irdischer Nahrung, die nur den Körper versorgt und vorübergehend wirkt. Bahá’ú’lláh interpretiert das himmlische Brot als die Auslegung der Heiligen Schrift durch die Offenbarer, die dadurch die Augen der Menschen für geistige Wahrheiten öffnen. (KI 22).

### Haben Wunder Beweiskraft für die Offenbarung?
In der vierten Abhandlung des Fará’íd stellt Mirza Abu’l-Fadl fest, dass Wunder keine Beweiskraft für den Wahrheitsanspruch besitzen. Er begründet es methodisch: Zwar hätten die Offenbarer die Macht, Wunder zu vollbringen, weil sie ontologisch über den Menschen stehen. Dies gehört aber lediglich zu den „Sekundärbeweisen“, die sich als Komplement zur Beweiskraft der Verse und des Buches fügen müssen. Wunder allein legitimieren also keinen Offenbarungsanspruch. Daher hat Gott „das Buch als das umfassendste Zeichen festgesetzt, ihm die Führung der Gläubigen anvertraut und mit diesem unverrückbaren Beweis für alle Erdenbewohner das Zeichen vollends erbracht“. Um seine Position zu erläutern, führt Mirza Abu’l-Fadl das Beispiel eines Arztes an, der als Kompetenzbeweis darauf verweist, fliegen oder einen Stein zum Sprechen bringen zu können. Einem Weisen wird dies als Beweis nicht genügen, denn die Fähigkeit, Kranke und Gebrechliche zu heilen, ist der Beweis für den Wahrheitsanspruch des Arztes. Steine zum Sprechen zu bringen oder fliegen zu können, hat hier keine Beweiskraft, denn „es gibt keinen Zusammenhang zwischen dem Anspruch und dem Beweis.“ Im weiteren Verlauf der Argumentation bringt Mirza Abu’l-Fadl zahlreiche Verse aus dem Koran, in denen auch Mohammed es ablehnt, Wunder zu vollbringen, um seinen Wahrheitsanspruch zu belegen.

## Die Minimierung der Bedeutung „außernatürlicher Wunder“ in der Bahai-Religion
Abdul-Baha geht in einem seiner Tischgespräche auf die Problematik eines materiellen Verständnisses von Wundern der Offenbarer ein. Zum einen haben Wunder nur „Beweiskraft für Augenzeugen …, für andere Menschen genügen sie als Bestätigung nicht.“ Zum anderen gibt es bei allen Völkern und Religionen Wunderlegenden, so dass Geschichten über die Wunder Jesu per se nicht ausreichen, seinen Anspruch als Offenbarer zu legitimieren. Damit spielt Abdul-Baha auf die heidnischen Einwände gegen die Darstellung der Christen bzgl. der Wunder Jesu an. Dass Wunder nur für Augenzeugen nachvollziehbar sind, führte dazu, dass „die Wunderereignisse im Laufe der Zeit ihre Überzeugungskraft eingebüßt hätten und nun sogar als bloße Legenden einstuft werden“, wie der Kirchenvater Origenes konstatieren musste. Ebenso versuchte die pagane Welt die Argumente der Christen dadurch zu entkräften, dass sie wie Porphyrius darauf verwiesen, dass bereits die Magier im alten Ägypten gegenüber Moses Wunder wirkten. Nach dieser Logik wäre dann jeder ägyptische Magier ein Sohn Gottes.
Ein weiteres Problem betrifft Nutzen und Sinnhaftigkeit materieller Wunder, da die Wirkung dieser Wunder zeitlich befristet ist: Ein Toter, der zum Leben auferweckt ist, würde wieder sterben. Das eigentliche „wahrhaftige Wunder“, das niemand leugnen kann, ist das, was die Offenbarer bewirken. Es ist die Durchsetzung von deren Wort – ohne äußere materielle Hilfe – gegen alle Widerstände, die die Gegner ihm entgegensetzen. (BF 22)
Die Bahai-Religion spricht damit den Offenbarern nicht ab, Wunder vollbringen zu können, die naturwissenschaftliche Gesetzmäßigkeiten sprengen oder aufheben. Gerade weil sie von Gott mit überirdischer Allmacht ausgestattet sind, können sie das. Allerdings messen die Offenbarer dieser Art von Wundern keine Bedeutung bei – insbesondere nicht, um ihren Anspruch zu legitimieren oder ihre Botschaft zu verkünden bzw. durchzusetzen.
So glauben die Bahai zwar an die Jungfrauengeburt Christi. Sie sehen darin aber keinen Wahrheitsbeweis für den Anspruch und die Sendung Jesu (LOG 1637). Damit minimieren die Bahai die Bedeutung der Wunder, die naturwissenschaftliche Gesetzmäßigkeiten sprengen. Denn Wunder stellen nicht den Kanal dar, durch den Gott den Menschen Seine Macht offenbart (LOG 1638). Daher werden Wunder, die Baha'ullah bewirkt hat und die – historisch verbürgt – überliefert sind, von den Bahai kaum erwähnt. Baha'ullah selbst mahnt seine Anhänger davor, durch das, „was Sie als Zeichen und Wunder ansehen“, die Religion zu trivialisieren und ihr dadurch zu schaden.